# برجانتینو
برجانتینو (به ایتالیایی: Bergantino) یک کومونه در ایتالیا است که در استان روویگو واقع شده‌است.

## خصوصیات
برجانتینو ۱۸٫۲ کیلومترمربع مساحت و ۲٬۶۰۹ نفر جمعیت دارد و ۱۵ متر بالاتر از سطح دریا واقع شده‌است.